# Лигера, Норберто
Норберто Лигера (исп. Norberto Liguera; 23 марта 1912, Канелонес — ?) — уругвайский и итальянский футболист, игравший на позициях левого полузащитника и нападающего. В конце 1930-х годов выступал в Италии.

## Карьера
Лигура начинал заниматься футболом на родине. Его первым клубом был уругвайский «Сентраль Эспаньол». В 1937 году игрок приехал в Италию, где присоединился к «Болонье», выступавшей в высшем дивизионе страны. Он дебютировал в новой команде вместе со своим соотечественником Висенте Альбанезе: 3 октября 1937 года они вышли на поле в матче против «Лигурии», который закончился вничью 0:0. Как и Альбанезе, Лигура не смог приспособиться к игре красно-синих. Отыграв лишь 2 встречи в Серии А, он покинул «Болонью». В следующем сезоне Норберто выступал за клуб «Анконитана» из второй по силе лиге страны. Он провёл 25 матчей, забив 4 гола, чем помог команде финишировать на 12 месте в итоговой таблице. В 1939 году Лигура перешёл в другую команду из Серии Б — «Молинеллу». После окончания сезона 1939/40, по результатам которого коллектив из одноимённого города вылетел в более низкий дивизион, уругвайский футболист ушёл из этого клуба. Так как других предложений к нему не поступало, Лигура завершил карьеру и вернулся на родину.